# Computer Gaming World

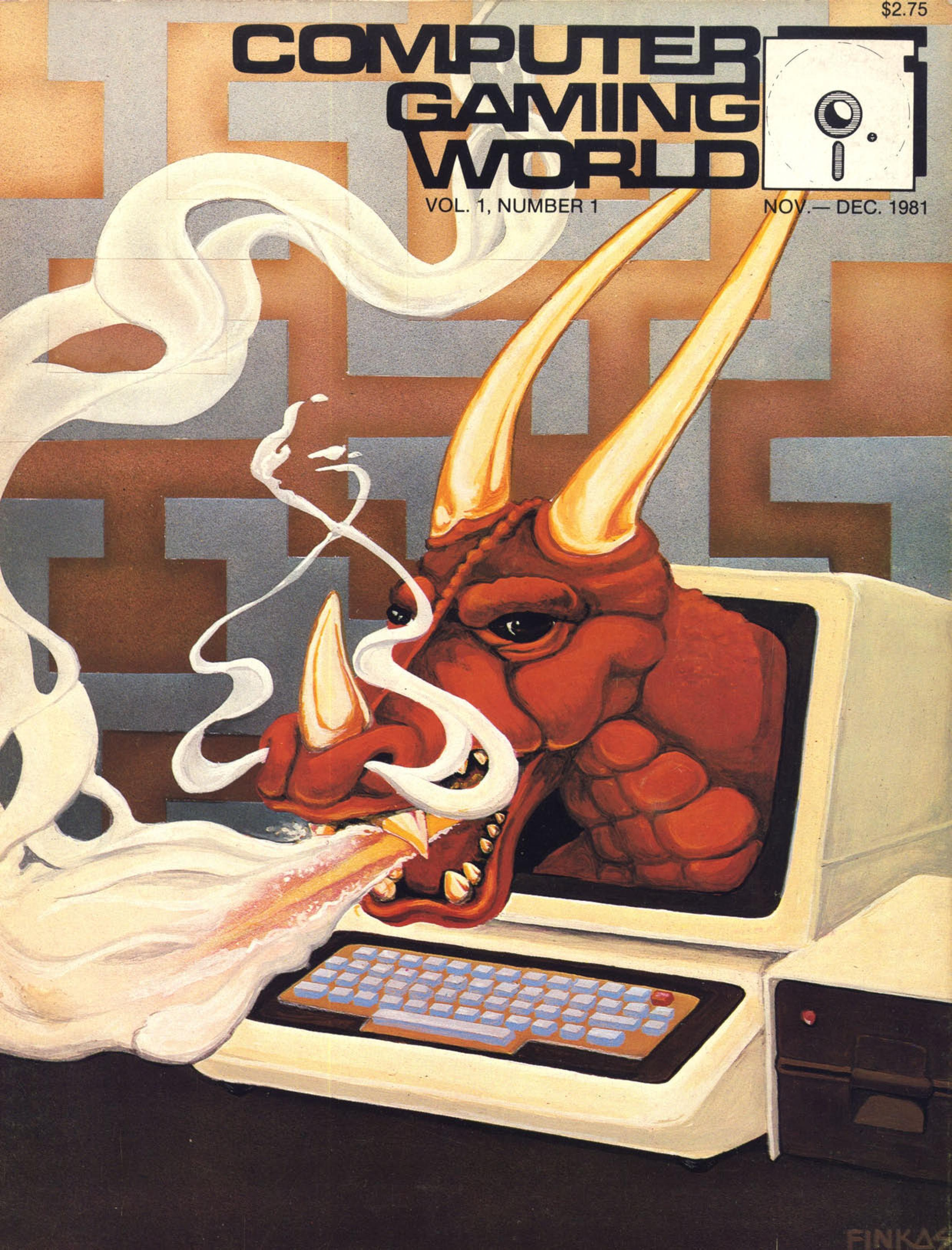
Cover der ersten Ausgabe von 1981

Computer Gaming World war ein US-amerikanisches Printmagazin für Computerspiele.

## Beschreibung
Schwerpunkt der Computer Gaming World waren Informationsvermittlung, Testberichte und Reportagen rund um das Thema Computerspiele, mit Schwerpunkt auf DOS- und Windows-Spiele. Andere Plattformen wurden besonders in den Anfangsjahren mit den Heimcomputern ebenfalls berücksichtigt, bildeten aber keinen Schwerpunkt. Die Behandlung von Konsolenspielen – insbesondere ab Mitte der 1990er – wurde von Schwesterpublikationen innerhalb des Verlags, etwa der Electronic Gaming Monthly abgedeckt. Das Magazin vergab lange Zeit keine Wertung, bis im Jahr 1994 schließlich ein Fünf-Sterne-System mit Halbschritten eingeführt wurde, das bis April 2006 beibehalten wurde.
Die auch in Kanada verkaufte Publikation erschien erstmals im November 1981 im Verlag Golden Empire Publishing, Chefredakteur war Russell Sipe. Erschien das Heft anfangs im zweimonatlichen Rhythmus, wurde dieser erst 1986 auf neun Ausgaben jährlich erhöht, ab 1988 erschien das Heft dann monatlich. 1988 wurde das Magazin mit dem Origins Award für das beste professionelle Adventurespiele-Magazin 1987 ausgezeichnet. Anfang der 1990er wuchs der Heftumfang deutlich an, im November 1992 erschien schließlich die 100. Heftausgabe. Ebenfalls 1992 wurde Johnny Wilson Nachfolger von Russell Sipe, der dem Magazin jedoch als Verleger bis 1995 erhalten blieb. 1993 verkaufte Sipe das Magazin an den US-amerikanischen Medienkonzern Ziff Davis. 1999 verließ Wilson die Redaktion, sein Nachfolger bis 2002 wurde George Jones. Dieser wurde schließlich von Jeff Green abgelöst, der das Blatt bis zu seiner Einstellung im November 2006 betreute.
Nach Angaben von Media Distribution Services lag die Reichweite des Magazins im Jahr 2003 bei etwa 300.000 Exemplaren und knapp hinter dem Konkurrenzmagazin PC Gamer (US) von Future Publishing. Im August 2006 kündigte Verlagsmutter Ziff Davis eine Kooperation mit Microsoft an. Der Deal enthielte die Übernahme des offiziellen Magazins Games for Windows. Im Zuge dessen wurde die Computer Gaming World eingestellt, um Konkurrenz aus dem eigenen Hause zu vermeiden, und die Redaktion zur neuen Publikation transferiert. Die Onlineaktivitäten wurden auf der ebenfalls zu Ziff Davis gehörenden Plattform 1Up.com gebündelt. Im November 2006 erschien mit Ausgabe 268 das letzte Heft der Computer Gaming World. Die Games for Windows hielt sich in der Printausgabe noch bis April 2008, bis sie ebenfalls eingestellt und als reine Onlinepublikation in 1Up.com eingegliedert wurde.